# VIII Brygada Jazdy
VIII Brygada Jazdy (VIII BJ) – wielka jednostka jazdy Wojska Polskiego II RP.
Brygada sformowana w Okręgu Korpusu Nr III w maju 1921 roku z wojennej 6 Brygady Jazdy. Dowództwo stacjonowało w Białymstoku.

## Dowódcy brygady
- płk Konstanty Plisowski – od V 1921 od VIII 1921
- płk Stefan Strzemieński – od VIII 1921 do 1 VI 1924

## Struktura organizacyjna brygady
W 1923:
- dowództwo VIII Brygady Jazdy w Białymstoku[1]
- 5 pułk Ułanów Zasławskich w Ostrołęce[1]
- 10 pułk Ułanów Litewskich – do 22 września 1922 roku w m. Parafianowo (Litwa Środkowa) i później w Białymstoku[1]
- 11 pułk Ułanów Legionowych w Ciechanowie
- 8 dywizjon artylerii konnej w Białymstoku[1]